# XTEA
In crittografia l'XTEA (eXtended TEA) è un cifrario a blocchi che fu presentato nel 1997 da David Wheeler e Roger Needham, del dipartimento informatico dell'Università di Cambridge, per correggere le vulnerabilità scoperte nel loro algoritmo TEA. L'XTEA non è soggetto ad alcun brevetto.
La semplicità della sua struttura e la compattezza del codice rendono l'XTEA un'interessante scelta in molte situazioni dove si hanno vincoli estremi legati alle risorse, ad esempio nei vecchi sistemi hardware dove la quantità di memoria è spesso minima.

## Struttura
Anche l'XTEA, come il TEA, è strutturato sulla funzione nota come rete di Feistel e opera su blocchi di dati di 64 bit, chiavi di cifratura di 128 bit e un numero consigliato di 64 passaggi. Le differenze più appariscenti rispetto al TEA sono un algoritmo di gestione della chiave più complesso e un diverso ordine delle operazioni di XOR, addizione e spostamento dei bit.

## Block TEA
Insieme all'XTEA, gli autori presentarono anche un'ulteriore variante dell'algoritmo originale denominata Block TEA, che utilizzava la stessa funzione interna dell'XTEA ma applicata ciclicamente sull'intero messaggio per diverse iterazioni. Dato che opera sull'intero messaggio, il Block TEA ha la proprietà di non richiedere una modalità di funzionamento.
Nel 1998 Saarinen mostrò un attacco portato al Block TEA nella sua interezza, attacco che scovò anche una vulnerabilità nel successore del Block TEA, l'XXTEA.

## Sicurezza
Il miglior attacco all'XTEA è stato descritto da Youngdai Ko e altri autori che nel 2004 hanno mostrato come utilizzare la crittanalisi differenziale correlata alla chiave per violare 26 dei 64 passaggi dell'XTEA, attacco che richiede {\displaystyle 2^{20,5}} testi in chiaro scelti e un tempo di {\displaystyle 2^{115,15}}.

## Implementazioni
Quelle che seguono sono le funzioni di cifratura e decifratura dell'XTEA, pubblicate nel pubblico dominio dagli autori, scritte in linguaggio C:
```
#include
 
<stdint.h>

/* riceve 64 bit di dati in v[0] e v[1] e una chiave a 128 bit in key[0]..key[3] */

void
 
encipher
(
unsigned
 
int
 
num_rounds
,
 
uint32_t
 
v
[
2
],
 
uint32_t
 
const
 
key
[
4
])
 
{

    
unsigned
 
int
 
i
;

    
uint32_t
 
v0
=
v
[
0
],
 
v1
=
v
[
1
],
 
sum
=
0
,
 
delta
=
0x9E3779B9
;

    
for
 
(
i
=
0
;
 
i
 
<
 
num_rounds
;
 
i
++
)
 
{

        
v0
 
+=
 
(((
v1
 
<<
 
4
)
 
^
 
(
v1
 
>>
 
5
))
 
+
 
v1
)
 
^
 
(
sum
 
+
 
key
[
sum
 
&
 
3
]);

        
sum
 
+=
 
delta
;

        
v1
 
+=
 
(((
v0
 
<<
 
4
)
 
^
 
(
v0
 
>>
 
5
))
 
+
 
v0
)
 
^
 
(
sum
 
+
 
key
[(
sum
>>
11
)
 
&
 
3
]);

    
}

    
v
[
0
]
=
v0
;
 
v
[
1
]
=
v1
;

}

void
 
decipher
(
unsigned
 
int
 
num_rounds
,
 
uint32_t
 
v
[
2
],
 
uint32_t
 
const
 
key
[
4
])
 
{

    
unsigned
 
int
 
i
;

    
uint32_t
 
v0
=
v
[
0
],
 
v1
=
v
[
1
],
 
delta
=
0x9E3779B9
,
 
sum
=
delta
*
num_rounds
;

    
for
 
(
i
=
0
;
 
i
 
<
 
num_rounds
;
 
i
++
)
 
{

        
v1
 
-=
 
(((
v0
 
<<
 
4
)
 
^
 
(
v0
 
>>
 
5
))
 
+
 
v0
)
 
^
 
(
sum
 
+
 
key
[(
sum
>>
11
)
 
&
 
3
]);

        
sum
 
-=
 
delta
;

        
v0
 
-=
 
(((
v1
 
<<
 
4
)
 
^
 
(
v1
 
>>
 
5
))
 
+
 
v1
)
 
^
 
(
sum
 
+
 
key
[
sum
 
&
 
3
]);

    
}

    
v
[
0
]
=
v0
;
 
v
[
1
]
=
v1
;

}

```

Il codice è stato leggermente modificato per aggiornarlo all'evoluzione hardware e ora funziona sui sistemi a 64 bit grazie all'uso del tipo uint32_t, fornito dalla libreria stdint.h. Sono state anche aggiunte nelle formule le parentesi tonde che nel sorgente originale erano state tolte per sfruttare le regole di precedenza del linguaggio. In Java va usato il tipo di dato int e l'operatore >>> al posto di >>.
Il valore raccomandato per il parametro num_rounds è 32 e non 64, dato che per ogni iterazione il ciclo esegue 2 passaggi della rete di Feistel. Per incrementare la velocità si possono precalcolare i valori di sum+k[].